# Pamendanga bispinosa
Pamendanga bispinosa är en insektsart som beskrevs av Van Stalle 1984. Pamendanga bispinosa ingår i släktet Pamendanga och familjen Derbidae. Inga underarter finns listade i Catalogue of Life.